# Anton Blom
Anton Julius Blom, född 14 oktober 1832 i Karlskrona, död 8 augusti 1904 i Kalmar, var en svensk kaptenlöjtnant och målare.
Han var son till kaptenlöjtnant Per Gabriel Blom och Petronella Butth samt från 1863 gift med Lilly Isadora Svanlund.
Blom var kaptenlöjtnant vid flottan i Kalmar och var chef för Smålands och Ölands båtmanskompanier. Han studerade konst en kort tid för Per Daniel Holm men var huvudsakligen autodidakt som konstnär. Hans konst består av mariner. En minnesutställning med hans konst visades på en hembygdsutställning på Kalmar slott 1910.